# Judith Baumann
Judith Baumann (* um 1970 in Freiburg im Üechtland) ist eine Schweizer Köchin und wurde bekannt als Wildpflanzenköchin für ihre Blumen-Kräuter-Küche.

## Werdegang
Baumann ist autodidaktische Köchin und kochte von 1987 bis 2008 im Bergrestaurant La Pinte des Mossettes in Cerniat auf fast 1000 Meter Höhe. Sie sammelte wilde Kräuter und Pflanzen in der Umgebung, mit denen sie kochte; so verwendete sie Bestandteile wie Heu-Brot, Melilot-Tarte, Tannenknospe oder Bärlauch.
Sie war die erste mit einem Michelinstern ausgezeichnete Frau in der Schweiz und 1997 Köchin des Jahres von Gault-Millau Schweiz. Auch nachdem sie 2008 das Restaurant verlassen hatte, kam sie manchmal zum Kräutersammeln an den Ort zurück.
2025 ist sie Ernährungsberaterin des Ming Shan Taoist Center in Bullet.
Das Restaurant La Pinte des Mossettes ist seit 2017 wieder mit einem Michelinstern ausgezeichnet.

## Auszeichnungen
- Ein Michelinstern für das Restaurant La Pinte des Mossettes in Cerniat
- 1997: Koch des Jahres von Gault-Millau Schweiz

## Publikationen
- Saveurs sauvages de la Gruyère. Recettes culinaires de la Pinte des Mossettes. Éditions de l’Aire, 1994, ISBN 978-2-88108-348-8.
- mit Jean-Bernard Fasel: Un monde de saveurs. La Pinte des Mossettes, La Valsainte. Éditions Favre, 2003, ISBN 978-2828907495.
- Histoires de bénichon à la Pinte des Mossettes. 2005, ISBN 978-2-8399-0093-5.[10]